# Hannes Obreno
Hannes Obreno (ur. 8 marca 1991 r. w Brugii) – belgijski wioślarz.

## Osiągnięcia
- Mistrzostwa Świata Juniorów – Linz 2008 – dwójka podwójna – 14. miejsce[1].
- Mistrzostwa Świata U-23 – Brześć 2010 – jedynka wagi lekkiej – 6. miejsce[1].
- Mistrzostwa Europy – Montemor-o-Velho 2010 – dwójka podwójna wagi lekkiej – 7. miejsce[1].